# 蛏蚌属
蛏蚌属（学名：Solenaia）为蚌目蚌科隆嵴蚌亚科一個淡水动物的属。

## 物種
目前在WoRMS只記載有三角蛏蚌一個物種，但在華文的文獻，本屬至少有五個物種。而在美國威斯康辛州大學斯提芬斯岬分校的MusselP數據庫裡記載有八個物種。綜合上述各文獻，本屬物種如下：
- 龙骨蛏蚌 Solenaia carinata (Heude, 1877)[5]：見於中國長江沿岸。
- Solenaia emarginata (Lea, 1860)：見於中國長江沿岸。
- 桂河蛏蚌 Solenaia khwaenoiensis Panha & Deein, 2003：以發現地、泰國第二次世界大戰著名戰場桂河命名。發現後再沒有紀錄，資料不齊全。[6]
- 橄榄蛏蚌 Solenaia iridinea (Heude, 1874)：見於中國長江沿岸。义河蚌，现接受名为Sinosolenaia iridinea (Heude, 1874)
- 新三角蛏蚌 Solenaia neotriangularis He & Zhuang, 2013[7][8]：見於中國長江沿岸。
- 橄榄蛏蚌 Solenaia oleivora (Heude, 1877)，现接受名为Sinosolenaia oleivora (Heude, 1877)
- 河蛏蚌 Solenaia rivularis (Heude, 1877)：見於中國長江沿岸。
- Solenaia soleniformis (Benson, 1836)[9]：見於印度東北部。
- 三角蛏蚌 Solenaia triangularis (Heude, 1885)：見於中國四川省長江上游及大韓民國。

## 外部連結
- 維基物種上的相關：蛏蚌属